# Cap de Djedefre en quarsita
El Cap de Djedefre en quarsita és el fragment d'una antiga estàtua egípcia del faraó Djedefre (2566-2558 abans de la nostra era, si fa no fa) de la Dinastia IV, successor de Quèops i predecessor de Quefré. Si s'ha de jutjar pel perfil del cap, l'estàtua completa havia de ser una esfinx. Es troba en el Museu del Louvre de París. 
Es coneix poc del regnat de Djedefre: no va pas construir la seua piràmide a Guiza, sinó a uns quilòmetres al nord, a Abu Rawash. Quan aquest cap fou descobert per l'Institut Francés d'Arqueologia Oriental, a començaments del segle xx, jeia entre moltes restes d'escultures del sobirà i de la seua esposa Hetepheres II, entre les ruïnes del seu temple funerari contigu a la seua piràmide inacabada.
És molt probable que no es tracte d'un retrat simple del sobirà. El Cap de Djedefre duu un nemes (mocador) que, darrere del coll, suggereix que havia d'ajuntar-se a la part posterior d'un lleó gitat: per tant, l'estàtua devia ser una esfinx. Aquesta, atribuïble al regnat de Djedefre, seria doncs la més antiga conservada de la història de l'antic Egipte juntament amb la trobada sencera que representa la seua esposa: l'Esfinx de Guiza es va tallar durant el regnat de Quefré, germà i successor de Djedefre.